# Chromeč
Chromeč (en allemand : Krumpisch) est une commune du district de Šumperk, dans la région d'Olomouc, en République tchèque. Sa population s'élevait à 568 habitants en 2023.

## Géographie
Chromeč se trouve à 8 km au sud-ouest de Šumperk, à 36 km au nord-nord-ouest d'Olomouc et à 177 km à l'est de Prague.
La commune est limitée par Bohutín au nord, par Bludov à l'est, par Postřelmov au sud, et par Postřelmůvek, Vyšehoří et Olšany à l'ouest.

## Histoire
La première mention écrite de la localité date de 1353.

## Transports
Par la route, Chromeč se trouve à 8,3 km de Šumperk, à 53 km d'Olomouc et à 236 km de Prague.